# Manuel Villacampa del Castillo

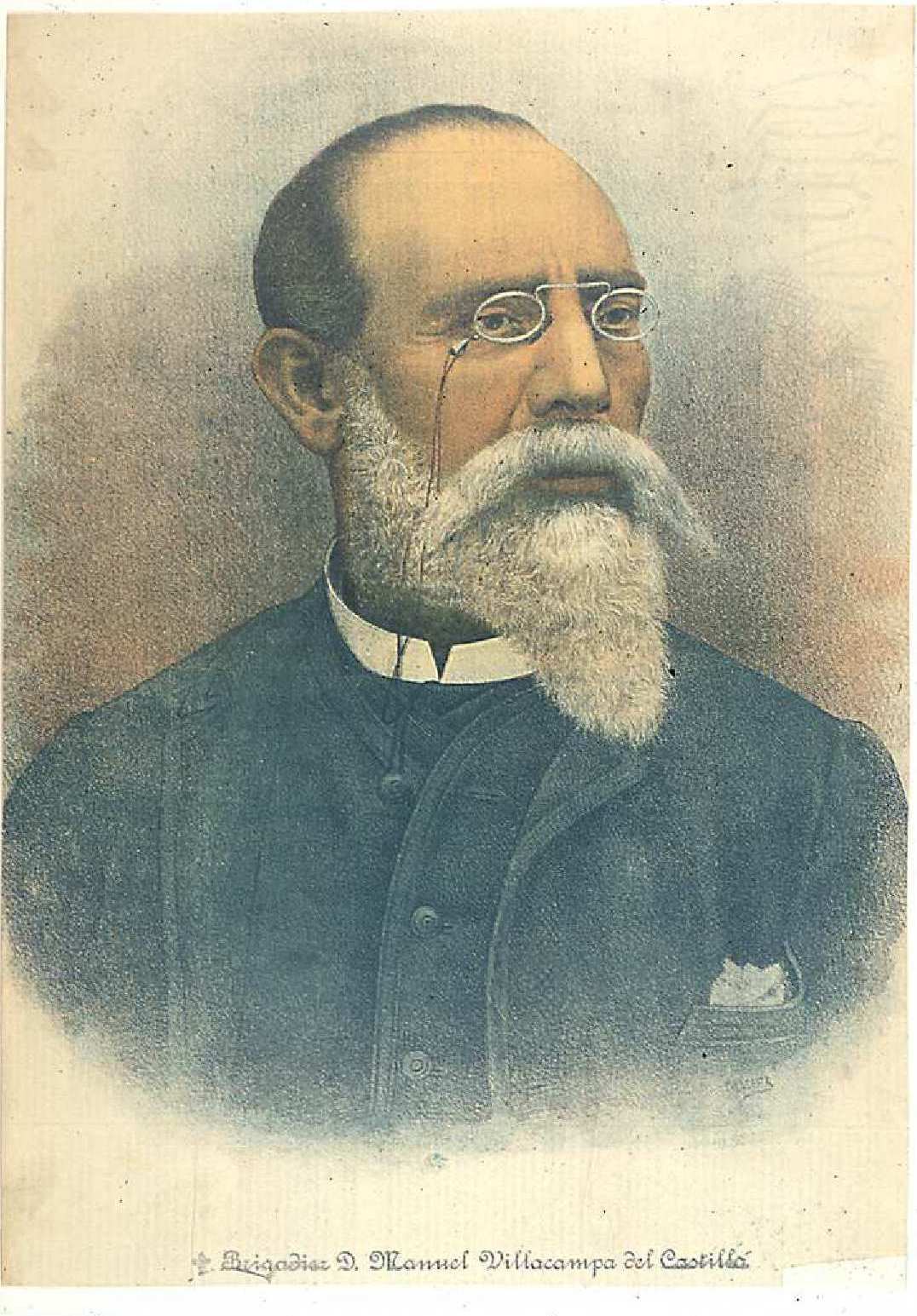
Brigadier D. Manuel Villacampa del Castillo, litografía de Antonio Macipe Samper estampada en cromolitografía por Lit. Romillo para El Motín, periódico satírico semanal. Madrid, 1891. Biblioteca Nacional de España.

Manuel Villacampa del Castillo (Betanzos, 17 de febrero de 1827-Melilla, 12 de febrero de 1889) fue un militar español, de ideología progresista y republicana, que protagonizó un fallido intento de sublevación contra la Restauración borbónica en 1886.

## Biografía
A pesar de su nacimiento en Galicia, su familia era originaria del Alto Aragón. Era hijo del teniente coronel de infantería José Villacampa y Periel y sobrino de Pedro Villacampa y Periel, que llevó apellido Maza de Lizama (1776-1854), capitán general del ejército y militar liberal, héroe de la Guerra de la Independencia. Tras la muerte de su padre en 1836, su madre, Rosa del Castillo, le inscribió en la escuela militar. Tenía dos hermanos, José y Federico. Se casó con Matilde Morán.
Participó en la revolución de 1868, en la que tuvo un papel destacado en la ciudad de Granada. En 1870, como jefe de la Guardia Civil en Sevilla, participó en la desarticulación del bandolerismo andaluz, siendo elogiado por el gobernador civil de la provincia, Antonio Machado y Núñez. En cuanto a campañas militares, participó en la segunda guerra carlista (1846-1849) y en la tercera guerra carlista (1872-1876). Durante la Primera República Española fue nombrado general (1873) y gobernador militar de Castellón de la Plana (1874). En 1877 fue destituido de sus cargos y encarcelado en el castillo de Bellver. Al ser puesto en libertad, comenzó a preparar la sublevación republicana del 19 de septiembre de 1886 que organizaba como líder civil Manuel Ruiz Zorrilla. Tras ser detenido, fue juzgado y condenado a muerte, pena que fue conmutada por la de prisión perpetua en África (primero en Fernando Poo y desde 1887 en Melilla, donde fue cuidado hasta su muerte por su hija Emilia, que procuraba defenderle de las humillaciones que se le imponían).